# Armley
 (février 2013).
Si vous disposez d'ouvrages ou d'articles de référence ou si vous connaissez des sites web de qualité traitant du thème abordé ici, merci de compléter l'article en donnant les références utiles à sa vérifiabilité et en les liant à la section « Notes et références ».
Armley est un quartier de Leeds, Royaume-Uni. Le quartier a eu un impact significatif sur l'industrie textile de la ville. Armley Mills (aujourd'hui Armley Mills Industrial Museum) a été la plus grande usine de laine dans le monde quand construite en 1788.
Le quartier est mentionné dans le Domesday Book. Il a probablement été une forteresse dans Armley qui a disparu depuis longtemps et son origine possible est contestée. 

## Personnages célèbres
- Barbara Taylor Bradford, écrivain
- Benjamin Gott (en), industriel
- Joshua Tetley (en), industriel